# Perigonia stulta
Perigonia stulta  es una polilla de la  familia Sphingidae. Vuela en la América tropical.
Su envergadura es de 50 a 55 mm. Los adultos vuelan alrededor de un año.